# Dzsízán tartomány

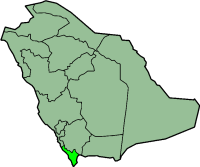
Dzsízán tartomány elhelyezkedése Szaúd-Arábián belül

Dzsízán tartomány (arabul منطقة جيزان [Minṭaqat Ǧīzān]) Szaúd-Arábia tizenhárom tartományának egyike. Az ország délnyugati részén, a Vörös-tenger partján fekszik, emellett tartoznak a Faraszán-szigetek is. Északon Mekka tartomány, keleten Aszír tartomány, délen Jemen, nyugaton pedig a tenger határolja. Székhelye Dzsízán városa. Területe 11 671 km², népessége a 2004-es népszámlálási adatok szerint 1 186 139 fő. Kormányzója Muhammad bin Nászir bin Abd al-Azíz Ál Szuúd herceg.

## Fordítás
Ez a szócikk részben vagy egészben  a   Liste der Provinzen Saudi-Arabiens című német Wikipédia-szócikk ezen változatának fordításán alapul.  Az eredeti cikk szerkesztőit annak laptörténete sorolja fel. Ez a jelzés csupán a megfogalmazás eredetét és a szerzői jogokat jelzi, nem szolgál a cikkben szereplő információk forrásmegjelöléseként.